# اس/۲۰۰۳ جی ۱۶
اس/۲۰۰۳ جی ۱۶ (به انگلیسی: S/2003 J 16) از قمرهای طبیعی مشتری است. این قمر به وسیله تیمی از منجمان دانشگاه هاوایی به سرپرستی برت جیمز گلدمن در سال ۲۰۰۳ میلادی کشف شد.
قطر این قمر حدود دو کیلومتر است و با فاصله متوسط ۲۰٬۷۴۴ مگامتر در ۶۱۰٫۳۶۲ روز، با حرکت مخالف گرد یک بار به دور مشتری می‌چرخد. انحراف آن ۱۵۱ درجه نسبت به دائرةالبروج(۱۴۹ درجه نسبت به استوای مشتری) و خروج از مرکز مدار آن ۰٫۳۱۸۵ است.
این قمر به گروه اننکه تعلق دارد که قمرهای نامنظمی دارد که با حرکت مخالف گرد و فاصله بین ۱۹٫۳ و ۲۲٫۷ گیگا متر و انحراف تقریباً ۱۵۰درجه بدور مشتری می‌چرخند.